# Đường cao tốc Thành phố Hồ Chí Minh – Sóc Trăng
Đường cao tốc Thành phố Hồ Chí Minh – Sóc Trăng (ký hiệu toàn tuyến là CT.33) là tuyến đường cao tốc đường bộ thuộc khu vực đồng bằng sông Cửu Long với tổng chiều dài 215 km, đi qua địa bàn năm tỉnh Thành phố Hồ Chí Minh, Tây Ninh, Đồng Tháp, Vĩnh Long, Cần Thơ có mục tiêu là kết nối Cảng nước sâu Trần Đề trong tương lai.

## Xây dựng
Cao tốc dự kiến khởi công sau năm 2030.